# Posledné veci
Posledné veci je patnácté a poslední studio album Miroslava Žbirky, které zpěvák rozpracoval a nazpíval ještě před svou smrtí v listopadu 2021, a které do května 2022 dokončil jeho producent, Mirův syn David Žbirka. Autorem hudby a většiny textů je sám Miro (zpěv nahrál ve svém domácím studiu), nástroje nahrál David v londýnských Konk Studios (spolu s koproducentem Patrickem Fitzroyem a dalšími). Autorem dvou textů je Jozef Urban, jednoho český básník Václav Hrabě, textu titulní a závěrečné skladby "Posledné veci" Daniel Hevier. Manažerkou projektu byla Mirova manželka Katka Žbirková, autorem obálky slovenský fotograf Peter Župník.
V dubnu 2023 album získalo cenu Anděl v kategoriích Album roku, Zpěvák roku a Slovenské album roku. Skladba Nejsi sám zvítězila v kategorii Skladba roku. Singl "Nejsi Sám" (ft David Žbirka) měl úspěch ve slovenských a českých rádiích.

## Seznam skladeb
| Posledné veci  | Posledné veci                              | Posledné veci               | Posledné veci |
| Pořadí         | Název                                      | Hudba                       | Délka         |
| -------------- | ------------------------------------------ | --------------------------- | ------------- |
| 1.             | voice memo: nové veci                      |                             | 0:22          |
| 2.             | Nejsi sám – Miro Žbirka (ft. David Žbirka) | Miro Žbirka / Miro Žbirka   | 3:11          |
| 3.             | Náhodou                                    | Miro Žbirka / Jozef Urban   | 4:29          |
| 4.             | Z tej vône                                 | Miro Žbirka / Jozef Urban   | 3:28          |
| 5.             | Len sa neuraz                              | Miro Žbirka / Miro Žbirka   | 3:32          |
| 6.             | Ríša snov                                  | Miro Žbirka / Miro Žbirka   | 3:57          |
| 7.             | Ako Boh                                    | Miro Žbirka / Miro Žbirka   | 3:58          |
| 8.             | Best Man in Town                           | Miro Žbirka / Miro Žbirka   | 3:14          |
| 9.             | Madrigal                                   | Václav Hrabě / Miro Žbirka  | 3:54          |
| 10.            | Kým skončím púť                            | Miro Žbirka / Miro Žbirka   | 5:11          |
| 11.            | Mne vadí                                   | Miro Žbirka / Miro Žbirka   | 3:26          |
| 12.            | Naivná                                     | Miro Žbirka / Miro Žbirka   | 4:30          |
| 13.            | Posledné veci                              | Daniel Hevier / Miro Žbirka | 3:58          |
| 14.            | voice memo: teraz to zastav                |                             | 0:40          |
| Celková délka: | Celková délka:                             | Celková délka:              | 47:57         |

## Kredity
- David Žbirka – bicí, kytary, syntetizátory, vokály, aranžmá
- Patrick James Fitzroy – sólová kytara, baskytara, syntetizátory, programování, aranžmá
- Jamie Staples – bicí
- Tom Andrews – klavír
- Honza Horáček – syntetizátory
- Petr Marek – sólová kytara, programování
- Axel Øksby – baskytara
- Jamie Hanson – baskytara
- Maximillian Kinghorn-Mills – baskytara
- Steve Goddard – sólová kytary, rytmická kytara
- Oliver Torr – syntetizátory, programování, aranžmá
- Daniel Wunsch – aranžování smyčců
- Michaela Rózsa Růžičková – dirigentka
- sCore Orchestra – smyčcový orchestr

Produkce
- David Žbirka, Patrick James Fitzroy – producenti
- Patrick James Fitzroy – mixování
- Christian Wright – mastering
- Technici: Matt Jaggar (3–13), Michal Pekárek (7, 10), Shuta Shinoda (2)
- Petra Malíšková – hudební režie
- Peter Župník, Silvia Arestova – fotografie
- Peter Župník, Jiří Troskov, Katka Žbirková, Josef Vávra – design obalu

## Recenze
- Ondřej Horák, Aktuálně.cz Posledné veci jsou nejlepším albem Mira Žbirky za poslední roky
- Pavel Parikrupa, Musicserver.cz  "Posledné veci" jsou Mekyho sbohem a Davidovým ahoj
- Jindřich Göth, iDNES  Mekyho posmrtné album je smutné, nikoliv bezvýchodné
- Pavel Zelinka, Frontman  Mekyho poslední řadové album je elegantním předáním rodinné štafety
- Tomáš Kocian, iReport.cz Miro Žbirka si schoval na své Posledné veci hudební lahůdky